# Arktischer Ziesel
Der oder das Arktische Ziesel (Urocitellus parryii, Syn.: Spermophilus parryii), auch Arktisches Erdhörnchen genannt, ist eine Säugetierart in der Unterfamilie der Erdhörnchen (Xerinae).

## Aussehen
Die Art ist oberseits braun und unterseits weiß gefärbt. Die Ziesel haben eine Länge von 33 bis 49 cm (einschließlich Schwanz) und ein Gewicht von 530 bis 810 g.
Die Männchen sind etwas größer als die Weibchen. Während des Sommers verdoppeln die Tiere, wegen des langen Winterschlafs, fast ihr Gewicht.

## Vorkommen
Die Tiere kommen im nordöstlichen Sibirien, Alaska und nordwestlichen Kanada vor.

## Lebensweise

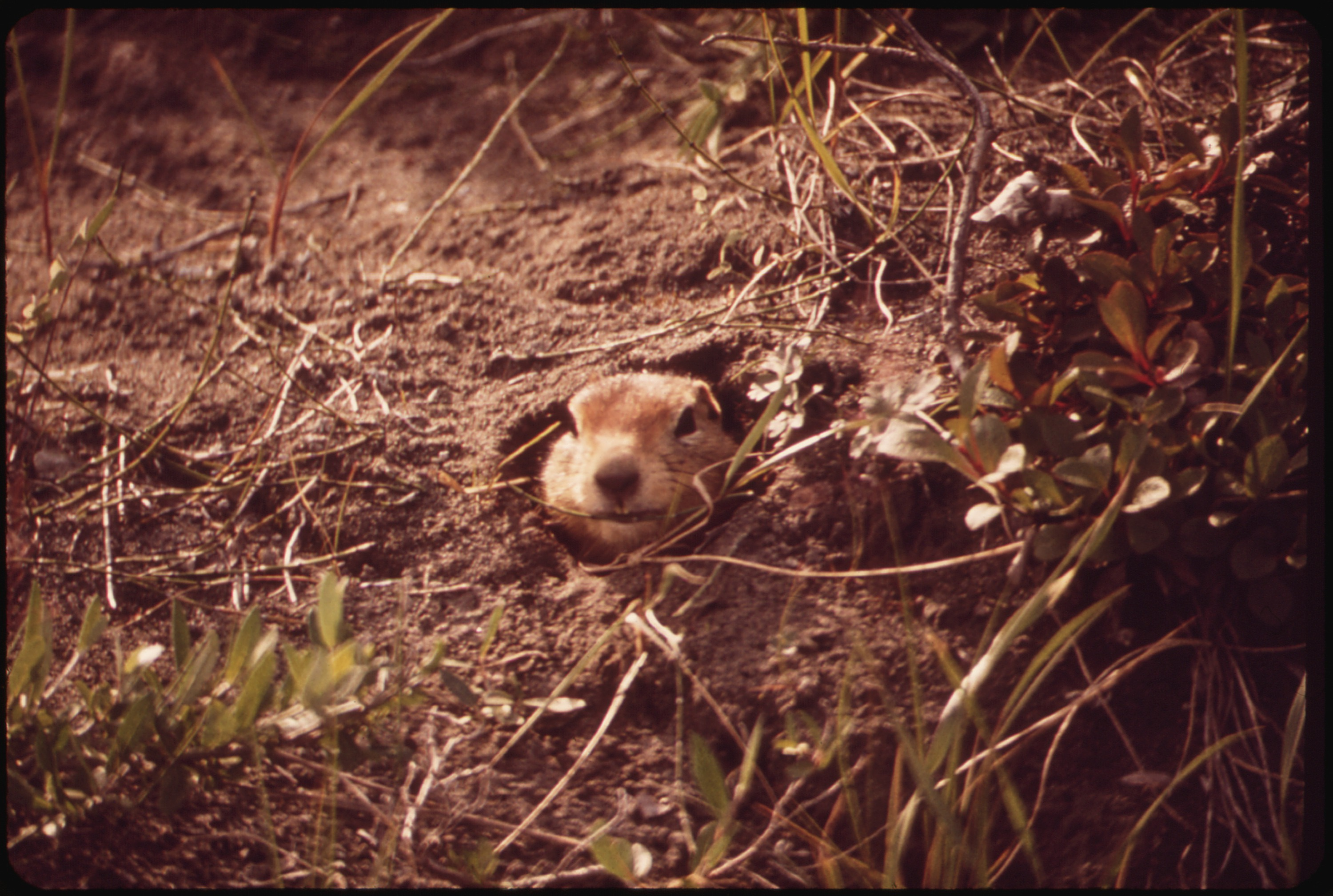
Ziesel im Erdbau

Die tagaktiven Erdhörnchen verbringen ihre Ruhephasen in ihren Erdbauten. Während ihres achtmonatigen Winterschlafs sinkt die Körpertemperatur der Tiere um bis zu drei Grad unter den Gefrierpunkt. Kurioserweise gefriert dabei weder ihr Blut, noch wird das Zellgewebe durch scharfkantige Wassereiskristalle zerstört. Dies erreichen sie durch die Herstellung von Proteinen, die dem Gefrieren des Blutes vorbeugen. Während ihres Winterschlafes wachen sie monatlich zwei Mal zur Prävention von Gehirnschäden auf. Denn die Ziesel stellen ihre Gehirnaktivitäten während des Winterschlafes weitgehend ein und ihr Stoffwechsel verringert sich um 98 %. Ebenso führen sie nur einen Atemzug pro Minute aus.

## Nahrung

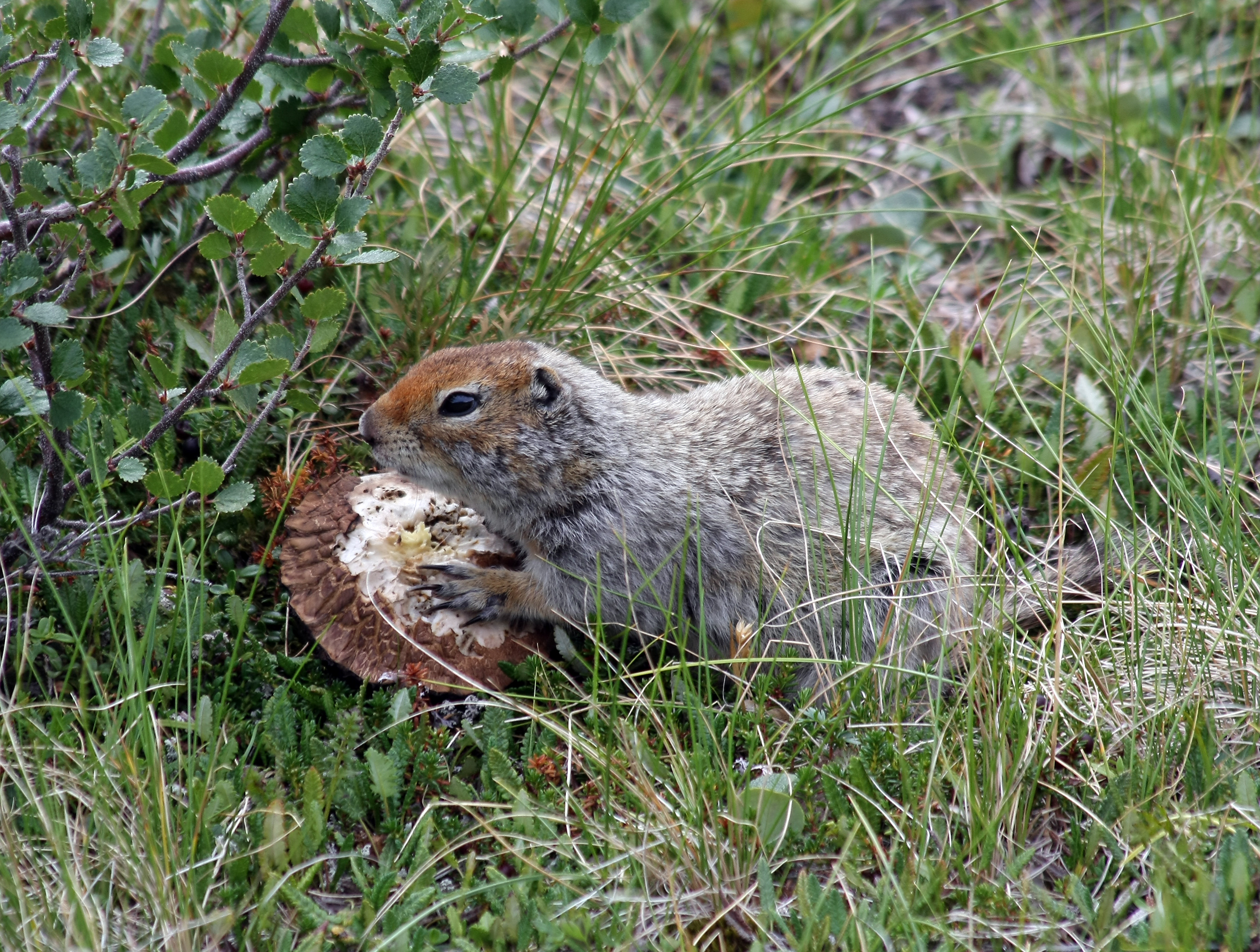
Nahrungsaufnahme

Arktische Ziesel ernähren sich von Früchten, Beeren, Blättern, Samen, Pilzen und Wurzeln und gegebenenfalls auch von Insekten.

## Fortpflanzung
Die Tiere paaren sich einmal im Jahr. Das Weibchen bringt meist im Juni fünf bis zehn Junge zur Welt. Die Jungtiere werden blind geboren. Sie wiegen bei der Geburt etwa 10 g. Im Alter von rund elf Monaten erreichen Ziesel ihre Geschlechtsreife.

## Systematik
Der Arktische Ziesel ist eine Art der Gattung Urocitellus innerhalb der Erdhörnchen. Die Erstbeschreibung erfolgte 1825 durch John Richardson. Die Gattung wurde lange als Teil der Ziesel und darin innerhalb der Untergattung Urocitellus eingeordnet, nach einer umfassenden molekularbiologischen Untersuchung wurde diese jedoch als eigenständige Gattung gemeinsam mit mehreren weiteren Gattungen betrachtet.
Die Art enthält die folgenden Unterarten:
- U. p. ablusus Osgood, 1903
- U. p. kennicottii Ross, 1861
- U. p. kodiacensis J. A. Allen, 1874
- U. p. leucostictus Brandt, 1844
- U. p. lyratus Hall and Gilmore, 1932
- U. p. nebulicola Osgood, 1903
- U. p. osgoodi Merriam, 1900
- U. p. parryii Richardson, 1825
- U. p. plesius Osgood, 1900
- U. p. stejnegeri J. A. Allen, 1903

## Gefährdung und Schutz

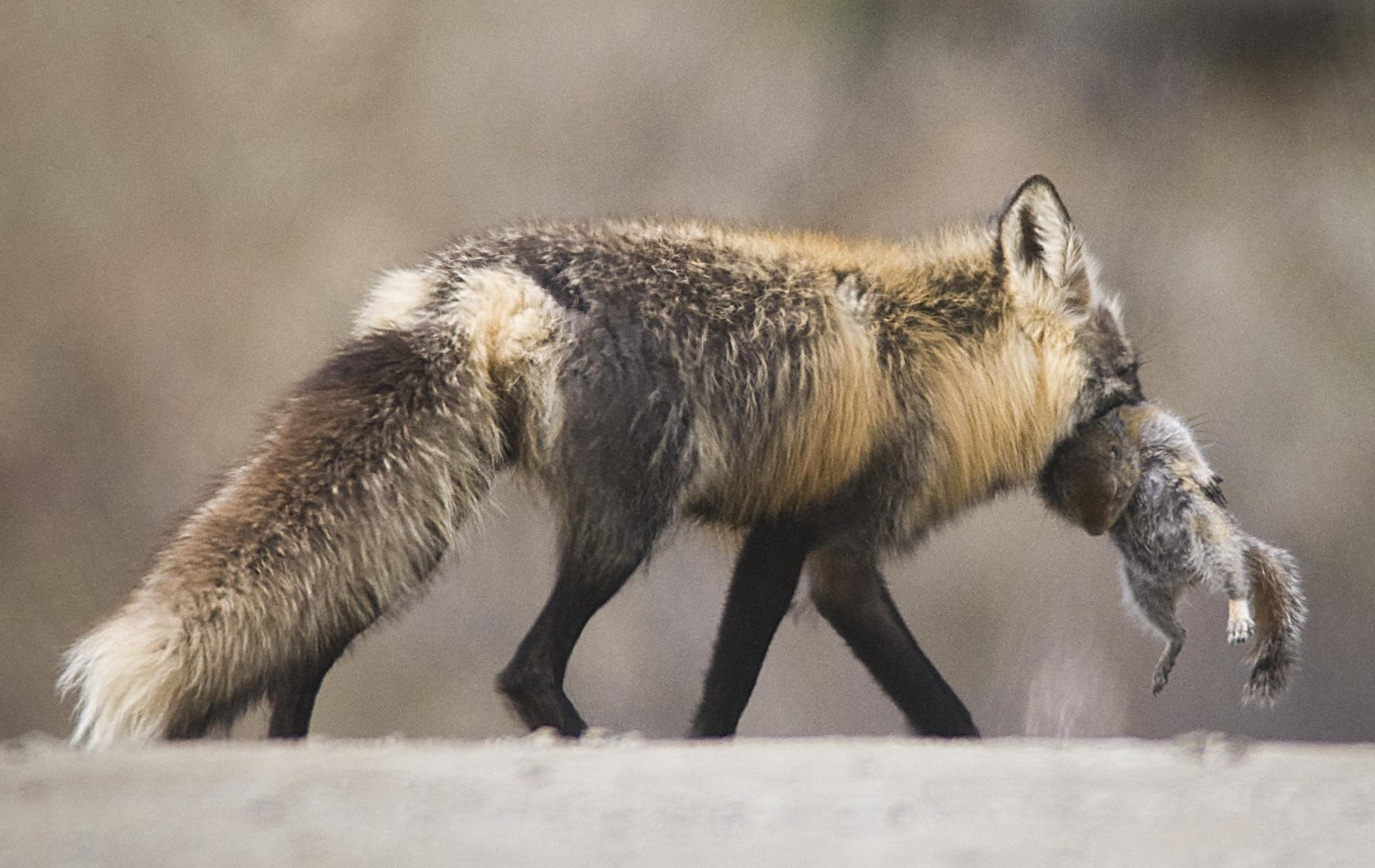
Fressfeind Fuchs mit erbeutetem Arktischem Ziesel

Zu den Fressfeinden gehören Füchse, Wölfe und Grizzlybären. Zudem wurden Zieselfelle des Arktischen Ziesels zu Winterkleidung, vor allem von der einheimischen Bevölkerung, verarbeitet.
Der Arktischer Ziesel wird von der International Union for Conservation of Nature and Natural Resources (IUCN) als nicht gefährdet („least concern“) eingestuft, da es in seinem vergleichsweise großen Verbreitungsgebiet häufig vorkommt und keine größeren Bedrohungen existieren.